# 高義里
高義里，位於台灣桃園市復興區中部，人口有1,087人。西以李棟山、鳥嘴山與新竹縣尖石鄉新樂、玉峰2村為界，北以那是山、西布喬溪與奎輝、羅浮、義盛3里相鄰，南以拉拉溪與三光、華陵2里相隔，東以拉拉山與新北市烏來區福山里接壤。主要居民屬泰雅族大嵙崁群馬立巴部落的奎輝社與大嵙崁後山群武道能敢社。

## 里名由來
以該里中部的泰雅族部落武道能敢社(Butonokan)之高義蘭部落(Qwilan)命名。 里內包括內奎輝(Keihui，另見奎輝里)、榮華、雪霧鬧(Sbunaw)、卡議蘭(棲蘭Kgiran)、比亞外/里安(Piyaway)、下高義(Qwilan，高義蘭/卡維蘭)、中高義、上高義、蘇樂(Suruw，蘇老)、巴陵橋等部落，里中心為(下)高義部落。

## 歷史沿革
清代光緒12年（1886年），劉銘傳於大嵙崁（今大溪區）設立「臺灣撫墾總局」，該村屬於總局之「大嵙崁撫墾事務總辦」。日治時期，明治29年（1896年），屬大嵙崁撫墾署管轄；明治31年（1898年）改隸三角湧辦務署大嵙崁支署；明治33年（1900年）改屬大嵙崁辦務署；明治34年（1901年）屬桃仔園廳大嵙崁支廳；明治38年（1905年）屬桃園廳大嵙崁支廳番地；大正9年（1920年）屬新竹州大溪郡蕃地。
二次大戰結束後，國民政府接收臺灣，民國36年（1947年）屬新竹縣角板鄉（今復興鄉）高義村，之後該村村名及界線未再改變。